# إساءة التعامل المنظمة
إساءة التعامل المنظمة هي الإجراء الذي يتم خلاله التعامل مع فرد بشكل غير عادل من قِبَل نظام أذى، بطرق تمنع الفرد من حماية نفسه أو التعامل مع الإساءة أو التغلب عليها أو التحرك ضدها أو المطالبة بالعدالة، كما لا يمكنه تصحيحها أو تفاديها أو ردّها أو تغييرها.
يتضمن كل نظام مرحلة واحدة على الأقل، تحدث خلالها الإساءة المنظمة عندما تطغى تصرفات النظام على تصرفات الفرد ضمن النظام، وذلك في سعيه لخلق هياكل تحدث الإساءة ضمنها.
لا يجب الخلط بين إساءة التعامل المنظمة والعنف المنظم. فالعنف المنظم يشير إلى التصرفات التي يرتكبها مجتمع كبير، مثل العنصرية والطبقية في مجتمع بأكمله. فيما تشير إساءة التعامل المنظمة إلى التصرفات التي قد لا يدعمها المجتمع الأكبر بالضرورة.

## الطبقات
هناك ثلاثة أنواع من إساءة المعاملة المنظمة:
- التدخل المفروض على المساحة أو الوقت أو التحكم بالطاقة الخاصة بالفرد.
- تدخلات طبيعية في قدرة الفرد على التحكم بعلاقاته وتكوينها.
- فقدان علاقات تيسر الطاقات الجسدية والذهنية والعاطفية للشخص على مدار مدة معينة، ما يسبب الضرر للعلاقة والصحة الجسدية والعاطفية للشخص الذي استمر في الانتظار.

تعد إساءة التعامل المنظمة أمراً غير مباشر، وهي تستغل الضحية على مستويات عاطفية وذهنية ونفسية، كما تعبر عن نفسها في مواقف معينة ضمن إطارات ثقافية واجتماعية وعملية وعائلية.